# Lennart Ribbing (1722–1796)
Lennart Ribbing af Zernava, född 7 februari 1722 i Örebro, död 5 maj 1796 i Julita församling, Södermanlands län, var en svensk vice landshövding.

## Biografi
Lennart Ribbing af Zernava född 1722. Han var son till presidenten Conrad Ribbing af Zernava i Bergskollegium och grevinnan Ebba Charlotta Douglas. Ribbing blev 25 oktober 1734 student vid lunds universitet och 12 mars 1739 vid Uppsala universitet. Han blev hovrättsauskultant och 1745 extra ordinarie kanslist i Kanslikollegium. Ribbing blev 4 maj 1748 kammarherre och tjänstgjorde 8 maj 1751 hos kungen. Han blev 1757 vice landshövding i Skaraborgs län och 4 oktober 1758 ceremonimästare. Ribbing utnämndes 1 september 1773 till riddare av Vasaorden. Han avled 1796 på Gimmersta herrgård i Julita socken.
Friherre Ribbing blev överceremonimästare i oktober 1758 och erhöll avsked 1767.

### Egendom
Ribbing ägde Gimmersta herrgård i Julita socken.

### Familj
Ribbing gifte sig 7 maj 1749 i Stockholm med sin kusin stiftsjungfrun friherrinnan Ebba Margareta Ribbing af Zernava (1726–1787), dotter till generaladjutanten friherre lennart Ribbing af Zernava och friherrinnan Elsa Elisabet Banér. De fick tillsammans barnen ränriken Conrad Ribbing (1750–1767) vid Närkes och Värmlands regemente, Adolf Ludvig Ribbing (1751–1752), Charlotta Elisabet Ribbing (1752–1752), kammarherren och majoren Gabriel Ribbing (1754–1805) vid Södermanlands regemente, majoren Per Ribbing (1757–1805) vid Södermanlands regemente, Carl Gustaf Ribbing (född 1761), Agneta Catharina Ribbing (1764–1776) och kammarherren Seved Ribbing (1766–1840).